# Record Store Day
Record Store Day és un esdeveniment anual que s'inicià l'any 2007 i que se situa un dissabte d'abril per "celebrar la cultura de les botigues de discos independents". El dia reuneix a fans, artistes, i milers de botigues de discos independents d'arreu del món. Nombroses àlbums són publicats específicament pel Record Store Day, amb una única llista per cada país, i unes botigues concretes són les que participen en l'esdeveniment. Aquest dia començà als Estats Units que és on se situa encara la seu organitzadora, però ja s'ha estès internacionalment a d'altres països organitzadors com el Regne Unit, Irlanda, França, Alemanya, Països Baixos, Itàlia, Japó, Mèxic, Austràlia, i Espanya.

## Història
Esperonat per un comentari d'un empleat a Bull Moose, Chris Brown va pensar que es podria fer alguna cosa a l'estil del Free Comic Book Day, i durant una sessió de pluja d'idees en una reunió de propietaris de botigues de discos Baltimore va decidir iniciar els Record Store Day el 2007 conjuntament amb Eric Levin, Michael Kurtz, Carrie Colliton, Amy Dorfman, Don Van Cleave i Brian Poehner, el qual acabaria celebrant-se després arreu del món, amb centenars de botigues de discos i artistes participant-hi amb apariciosn especials, trobades amb els fans, exhibicions artístiques, i l'edició especial de vinils o CD a més d'altre material promocionat per remarcar l'ocasió.
Cada botiga organitza la seva festa aquest dia, adequant-la així a la seva comunitat. El Record Store Day com a dia només se celebra una vegada a l'any, tot i que l'organització oficial distribueix promocions, màrqueting i oportunitats al llarg de tot l'any i manté la web, les xarxes socials i d'altres vies de divulgació obertes durant la resta de l'any per promulgar la seva visió sobre el valor de les botigues de discos independents.